# كفر سماليج
كفر سماليج إحدى قرى مركز تلا التابع لمحافظة المنوفية بجمهورية مصر العربية.

## السكان
بلغ عدد سكان كفر سماليج 875 نسمة، منهم 452 رجل و423 إمرأة، حسب الإحصاء الرسمي لعام 2006.